# Czesław Warsewicz
Czesław Warsewicz (ur. 1969) – polski ekonomista, menedżer i specjalista w zakresie transportu i zarządzania.

## Życiorys
W 1994 ukończył studia na kierunku marketing i zarządzanie w Szkole Głównej Handlowej (SGH). Absolwent Podyplomowego Studium Doktoranckiego w Kolegium Gospodarki Światowej SGH (1997–1999) oraz IESE Business School (Advanced Management Program, 2007). W latach 1993–1999 związany z sektorem prywatnym, w tym m.in. z: Company Assistance sp. z o.o., Raab Karcher Energieservice sp. z o.o, EVIP Internacional sp. z o.o. Od 1997 przez 9 lat związany z giełdową grupą kapitałową Provimi – Rolimpex S. A. W latach 2006–2009 mimo braku jakiegokolwiek doświadczenia w branży kolejowej został mianowany prezesem zarządu PKP Intercity. Prezes PKP Cargo S.A. w latach 2018–2021. W czasie jego prezesury doszło do bezpredecensowego spadku zarówno dochodów, jak i udziału w rynku przewozach towarowych, nie znajdujących uzasadnienia w czynnikach zewnętrznych.
Czesław Warsewicz jest członkiem rady programowej Prawa i Sprawiedliwości. Od lipca 2017 roku pełni funkcję Przewodniczącego Rady Klastra „Forum na Rzecz Odpowiedzialnego Rozwoju Luxtorpeda 2.0”.

## Nagrody i wyróżnienia
- Złota Honorowa Odznaka Polskiej Izby Producentów Urządzeń i Usług na Rzecz Kolei za szczególne zasługi w działalności na rzecz Izby oraz Przemysłu Kolejowego w Polsce,
- 2008 – Delegat polskich przedsiębiorców do Europejskiego Parlamentu Przedsiębiorców,
- 2009 – Wektor Konfederacji Pracodawców Polskich[7].